# セシリア・アティヤス

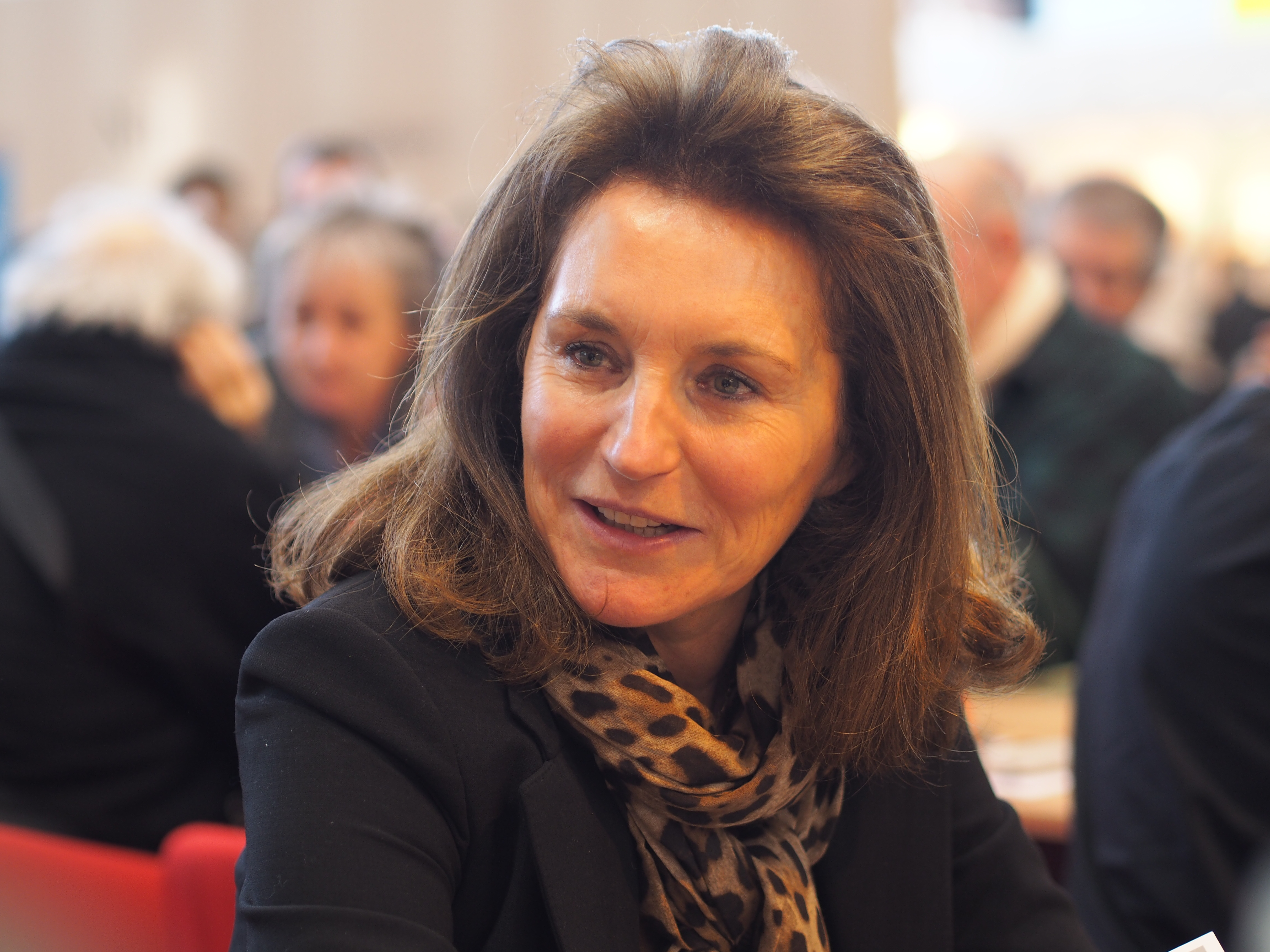
Cécilia Attias (2014).

セシリア・マリア・サラ・イザベル・シガネール＝アルベニス（Cécilia María Sara Isabel Ciganer-Albéniz、1957年11月12日 - ）は、フランスの大統領であったニコラ・サルコジの前妻。パリ西部近郊ブローニュ＝ビヤンクール出身。

## 人物
母方の曽祖父はスペインの音楽家でユダヤ系とされるスペイン人のイサーク・アルベニス。祖父は駐ベルギースペイン大使。父アンドレ・シガネール（旧姓名アロン・シュガノフ）はモルドヴァ生まれで、ユダヤ人（東欧系ユダヤ人）とロマ（シンティ）の血を引く。
パリ16区の私立アンスティチュ・ド・ラソンプション (fr) に通いパリ第2大学法学部に進んだが中退した。ファッションブランドのエルザ・スキャパレッリでモデルをしたり、アンドル県選出元老院議員秘書などを勤めた。
16区出身の写真家ジャン＝ダニエル・ロリューと、両親のイヴリーヌ県モンショヴェの別邸（ヴィラ）で同棲し、1980年に婚約発表したが土壇場で破綻した。1984年、レストランで知り合ったテレビ司会者ジャック・マルタンと結婚、2人の娘をもうけるが離婚。その後、1996年にニコラ・サルコジと結婚し1人の息子をもうけた。なおサルコジは先妻の間に息子が2人いるため、サルコジ家には5人の子供がいる。なお、二人が知り合ったときには両者とも既婚中であり、サルコジとの結婚までには不倫関係が続いた。
奔放な人物と言われ2005年には男性を連れてニューヨークへ駆け落ちをして、夫を困らせた。そのためパパラッチの標的とされ、2007年の大統領選挙でも彼女の動向にマスコミの注意が集まった。彼女が決選投票の投票を棄権したことや選挙後にバカンスへ行ったことなどがも報じられ、夫婦不仲説が飛び出したが、夫の大統領就任式には5人の子供とともに姿を現した。
しかし2007年10月10日、エリゼ宮はサルコジ夫妻が正式に離婚したことを発表した。